# Східна рівнинна горила
Східна рівнинна горила, або горила Грауера (Gorilla beringei graueri) — підвид східної горили, один з чотирьох підвидів горил. Мешкає в низинних тропічних лісах у східній частині ДР Конго. Основні популяції тварин живуть в національних парках Кагузі-Бієґа і Маіко, прилеглих лісових масивах, в заповіднику горил Тайна, в лісі Усала та в горах Ітомбве.
Східних рівнинних горил набагато менше, ніж західних рівнинних. Згідно звіту 2004 року, в дикій природі було близько 5000 східних рівнинних горил, а в 2016 році їх залишилося менше 3800 особин, тоді як  рівнинних західних горил більше ніж 100 000 особин. За межами природного ареалу живе лише одна східна рівнинна горила: самиця з зоопарку Антверпена (Бельгія).

## Зовнішній вигляд

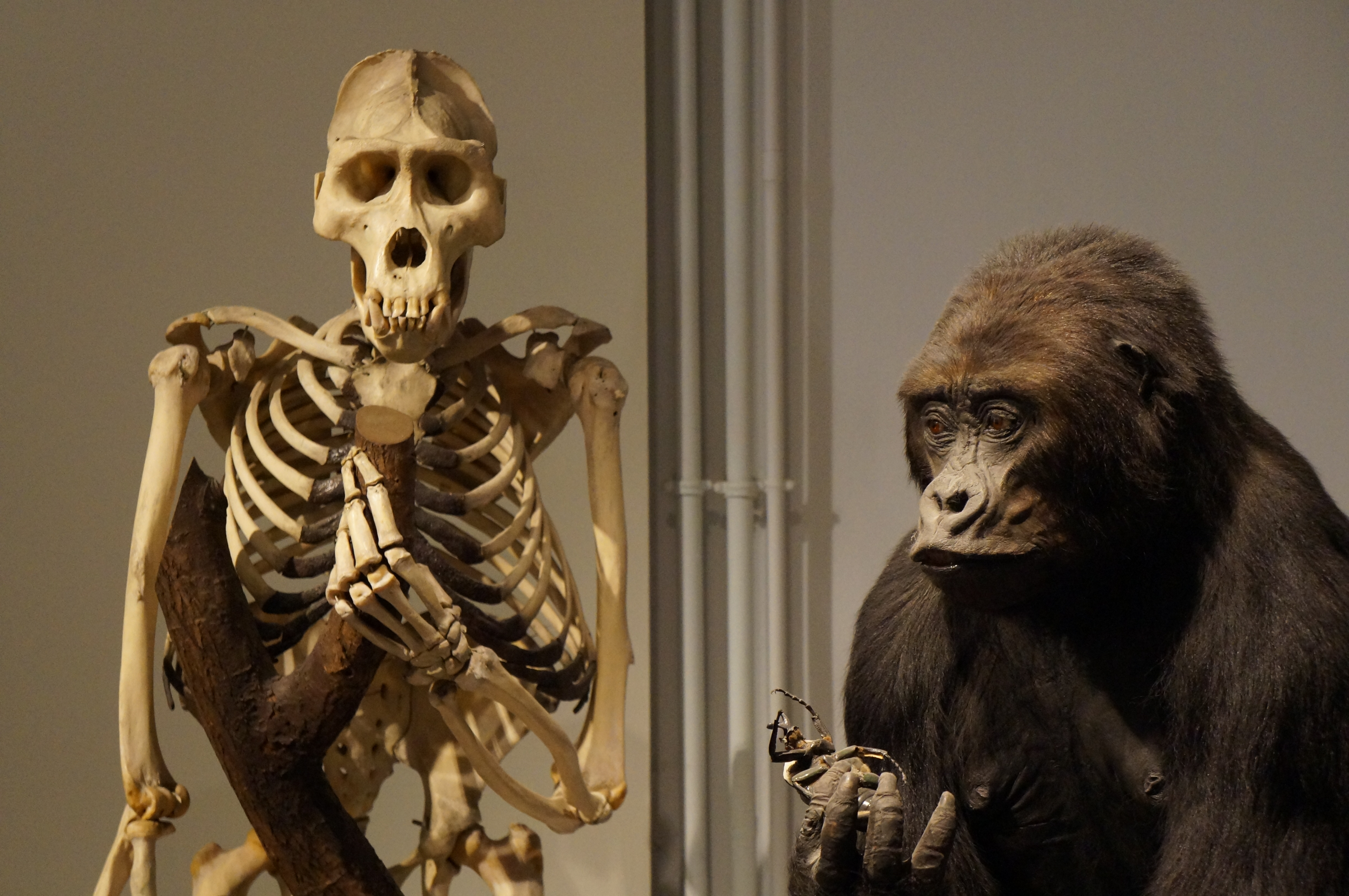
Скелет і опудало східної рівнинної горили в природознавчому музеї Лілля

Східні рівнинні горили є найбільшим підвидом горил та найбільшими нині живучими приматами. Тварина має велику голову, широкі груди, довгі ноги, плаский, з великими ніздрями, ніс. Шерсть зазвичай чорного кольору, зрілі самці мають сріблясту смугу на спині. Шерсть покриває практично все тіло, за виключенням обличчя, грудей, долонь та стоп. Вага тіла дорослого самця від 160 до 220 кг, самки важать від 70 до 114 кг; максимальна довжина тіла 185 см у самців і 150 см у самок.

## Екологія
Горили щодня проводять довгі години, харчуючись рослинністю. Живуть сімейними групами, причому групи східних рівнинних горил зазвичай більші за групи західних горил. Східна рівнинна горила має найширший висотний ареал за будь-який інший підвид горил, мешкаючи в гірських, перехідних та низинних тропічних лісах. Одна з найбільш вивчених популяцій східних рівнинних горил мешкає у високогір'ї Кагузі-Бієґа, де екосистема варіюється від незайманих густих лісів до помірно вологого рідколісся, заростей осоки та торф'яних боліт. Горили не їдять бананові плоди, але можуть знищувати бананові дерева, щоб з'їсти поживну серцевину. Східна рівнинна горила надає перевагу вторинним лісам навколо покинутих сіл та полів. Фермери, які контактують з горилами на своїх плантаціях, вбиваючи горил отримують подвійну користь, захищаючи свій врожай і використовуючи м'ясо горили для продажу на ринку. Східна рівнинна горила має різноманітний раціон харчування, включаючи фрукти, листя, стебла та кору, а також дрібних комах, таких як мурахи та терміти. Хоча вони іноді їдять мурах, комахи складають лише незначну частину їх дієти. Порівняно із західними низинними горилами, які зустрічаються в тропічних лісах на низькій висоті, східні низинні горили подорожують набагато менше і більше споживають трав'янисту рослинність.

## Загрози

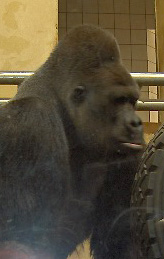
Самець східної рівнинної горили

Загрози виживанню східної низинної горили включають браконьєрство, військові конфлікти та знищення середовища існування горил шляхом вирубки лісу, видобутку корисних копалин та сільського господарства. За останні 50 років ареал східної рівнинної горили скоротився як мінімум на чверть. Чисельність східних рівнинних горил у 1995 році оцінювалась у 16 900 тварин. Площа ареалу цього підвиду сильно скоротилася, і сьогодні складає 21 600 км², що на 25 % менше, ніж у 1969 році. Основною причиною зменшення популяцій східних рівнинних горил є браконьєрство заради м'яса, відоме як бушміт. Його їдять переміщені особи, що проживають у регіоні, постраждалому від громадянської війни, групи ополченців, лісоруби та шахтарі. Опитування показали, що горили, шимпанзе та бонобо складають 0,5-2 % м'яса, що знаходиться на ринках. Це згубно впливає на популяції східних рівнинних горил через їх повільний темп розмноження. Хоча м'ясо горили становить лише невелику частку проданого м'яса на ринках, полювання на них продовжує сприяти зменшенню популяції горил. Endangered Species International заявили, що в Конго щорічно вбивається до 300 горил заради м'яса.